# Wapen van Kethel en Spaland

Het wapen van Kethel en Spaland

Het wapen van Kethel en Spaland werd op 24 juli 1816 bij besluit van de Hoge Raad van Adel aan de Zuid-Hollandse gemeente Kethel en Spaland in gebruik bevestigd. Op 1 augustus 1941 is de gemeente opgegaan in de gemeente Schiedam, waardoor het wapen niet langer officieel gebruikt wordt. In het wapen van deze gemeente zijn geen elementen overgenomen uit het wapen van Kethel en Spaland.

## Blazoenering
De blazoenering van het wapen van Kethel en Spaland luidt als volgt:
Van goud beladen met een ketel van sabel.
De heraldische kleuren in het wapen zijn goud (geel) en sabel (zwart).

## Geschiedenis
Het wapen was reeds lang in gebruik voor de ambachtsheerlijkheid Kethel. Het is een sprekend wapen. De ketel wordt reeds in 1492 in het zegel gebruikt. Het mauscript Beelaerts van Blokland vermeldt het wapen uitsluitend voor Kethel, en geeft voor Spaland als wapen: "In azuur een spade van zilver, paalsgewijze geplaatst en vergezeld van 2 rozen van hetzelfde.", dus ook een sprekend wapen. Van Ollefen vermeldt het wapen in 1793 als wapen voor Kethel, maar geeft op de bijbehorende illustratie een geheel ander wapen weer, dat verder nergens wordt beschreven. Als wapen voor Spaland vermeldt hij: "een groen veld, waarop eene spade met twee roosjes daar boven" Op de gevel van boerderij Hof van Spaland hing daarentegen een variant met een groen schild en een zwarte spade.

## Onofficieel wapen

Het wapen zoals de gemeente het in 1941 voerde

De gemeente zelf had op het moment van annexatie een wapen in gebruik waarop zowel een ketel als een spade waren afgebeeld, wat een combinatie is van de wapens van Kethel en Spaland.
Ter Aar
· Aarlanderveen
· Abbenbroek
· Abtsregt
· Alkemade
· Alphen
· Ameide
· Ammerstol
· Arkel
· Asperen
· Benthuizen
· Bergambacht
· Bergschenhoek
· Berkel en Rodenrijs
· Berkenwoude
· Bernisse
· Biert
· Binnenmaas
· Bleiswijk
· Bleskensgraaf
· Bleskensgraaf en Hofwegen
· Bodegraven
· Boskoop
· Brandwijk
· Brielle
· Broek, Thuil en 't Weegje
· Charlois
· Cillaarshoek
· Cromstrijen
· De Lier
· De Mijl
· Delfshaven
· Den Bommel
· Dirksland
· Driebruggen
· Dubbeldam
· Everdingen
· Geervliet
· Giessen-Nieuwkerk
· Giessenburg
· Giessendam
· Giessenlanden
· Goedereede
· Gouderak
· Goudriaan
· Goudswaard
· Graafstroom
· 's-Gravendeel
· 's-Gravenzande
· Groot-Ammers
· Groote Lindt
· Haastrecht
· Hagestein
· Hardinxveld
· Hazerswoude
· Heenvliet
· Heer Oudelands Ambacht
· Heerjansdam
· Hei- en Boeicop
· Heinenoord
· Hekelingen
· Hekendorp
· Herkingen
· Hillegersberg
· Hellevoetsluis
· Hodenpijl
· Hoek van Holland
· Hof van Delft
· Hoogblokland
· Hoornaar
· IJsselmonde
· Jacobswoude
· Kamerik
· Katendrecht
· Kedichem
· Kethel en Spaland
· Kijfhoek
· Klaaswaal
· Kleine Lindt
· Korendijk
· Koudekerk aan den Rijn
· Kralingen
· Krimpen aan de Lek
· Lange Ruige Weide
· Langerak
· Leerbroek
· Leerdam
· Leidschendam
· Leimuiden
· Lekkerkerk
· Lexmond
· Liemeer
· Loosduinen
· Liesveld
· Maasdam
· Maasland
· Meerkerk
· Melissant
· Middelharnis
· Mijnsheerenland
· Moerkapelle
· Molenaarsgraaf
· Molenwaard
· Monster
· Moordrecht
· Naaldwijk
· Nederlek
· Niemandsvriend
· Nieuw-Beijerland
· Nieuw-Helvoet
· Nieuw-Lekkerland
· Nieuwe-Tonge
· Nieuwenhoorn
· Nieuwerkerk aan den IJssel
· Nieuwland
· Nieuwpoort
· Nieuwveen
· Noordeloos
· Noordwijkerhout
· Nootdorp
· Numansdorp
· Onwaard
· Ooltgensplaat
· Oostflakkee
· Oostvoorne
· Ottoland
· Oud-Alblas
· Oud-Beijerland
· Ouddorp
· Oude-Tonge
· Oudenhoorn
· Ouderkerk
· Ouderkerk aan den IJssel
· Oudewater
· Oudshoorn
· Overschie
· Papekop
· Pernis
· Peursum
· Piershil
· Pijnacker
· Poortugaal
· Puttershoek
· Reeuwijk
· Rhoon
· Rijnsaterwoude
· Rijnsburg
· Rijnwoude
· Rijsoord
· Rockanje
· Roxenisse
· Rozenburg
· Sandelingen-Ambacht
· Sassenheim
· Schelluinen
· Schiebroek
· Schipluiden
· Schoonhoven
· Schoonrewoerd
· Schuddebeurs en Simonshaven
· Sint Anthoniepolder
· Sint Maartensregt
· Sluipwijk
· Sommelsdijk
· Spijkenisse
· Stad aan 't Haringvliet
· Stellendam
· Stolwijk
· Stompwijk
· Stormpolder
· Streefkerk
· Strevelshoek
· Strijen
· Ter Aar
· Tienhoven
· Valkenburg
· Veur
· Vianen
· Vierpolders
· Vlaardingerambacht
· Vliet
· Vlist
· Voorburg
· Voorhout
· Vrijenban
· Waarder
· Warmond
· Wateringen
· Westmaas
· Westvoorne
· Wieldrecht
· Wijngaarden
· Woerden
· Woubrugge
· 't Woudt
· Zederik
· Zegwaart
· Zevenhoven
· Zevenhuizen
· Zevenhuizen-Moerkapelle
· Zouteveen
· Zuid-Beijerland
· Zuidbroek
· Zuidland
· Zwammerdam
· Zwartewaal

Heerlijkheidswapens:
ter Aa
· Albrandswaard
· Biesland
· Cromstrijen
· Duivenvoorde
· 's-Gravenambacht
· Hoog- en Wout-Harnas
· Langerak bezuiden de Lek
· Lek en Stormpolder
· Nederslingeland
· West-Nieuwland
· Oosterwijk
· Spieringshoek
· Vliet
· Voshol
· Vrijenban
· Vrijenhoeve
· Wieldrecht